# Булун (Амгинский улус)
Булу́н (якут. Булуҥ) — село в Амгинском улусе Якутии России. Входит в состав Майского наслега.

## География
Село находится на юго-востоке Центральной Якутии, на правом берегу реки Амга, на расстоянии 41 км к юго-западу от села Амга, административного центра улуса.

## История
Постановлением Президиума Верховного Совета Республики Саха (Якутия) от 16 июня 1992 года № 1020-ХII Булун включён в учётные данные административно-территориального деления Якутии
Согласно Закону Республики Саха (Якутия) от 30 ноября 2004 года N 173-З N 353-III село вошло в образованное муниципальное образование Майский наслег.

## Население
| 2002 | 2010 | 2021 |
| ---- | ---- | ---- |
| 8    | ↘1   | ↘0   |

Гендерный состав
По данным Всероссийской переписи населения 2010 года, в селе проживал один мужчина.
Национальный состав
Согласно результатам переписи 2002 года, в национальной структуре населения русские составляли 50 % из 8 чел.

## Экономика
В селе было развито сельское хозяйство.

## Улицы
В селе имеется одна улица — Имени Целинников.